# 음압상처치료
음압상처치료(Negative-Pressure Wound Therapy 또는 Vacuum Assisted Closure)는 상처에 음압(negative pressure)을 적용하여 상처 치유를 돕는 방법을 의미한다. NPWT는 상처의 회복 과정에서 음압을 걸어줌으로써 육아조직의 형성과 혈관신생이 더욱 빠르게 일어나도록 도와준다.

## 추가 문헌
- 심홍진; 장지영; 이재길 (2012). “음압상처치료를 이용한 개방성 복부의 치료” (PDF). 《Journal of Surgical Critical Care》 (대한외과중환자연구회) 2 (2): 62-66. 2020년 7월 24일에 확인함.